# Phoma versabilis
Phoma versabilis är en lavart som beskrevs av Boerema, Loer. & Hamers 1996. Phoma versabilis ingår i släktet Phoma, ordningen Pleosporales, klassen Dothideomycetes, divisionen sporsäcksvampar och riket svampar.   Inga underarter finns listade i Catalogue of Life.